# Casa de Ganaderos de Zaragoza
La Casa de Ganaderos de Zaragoza o Cofradía de San Simón y San Judas es una institución de origen medieval que se estableció para defender los privilegios concedidos por los reyes a los propietarios de ganado del reino, reuniendo también corporativamente a mayorales y pastores. Tras ver recortadas drásticamente sus atribuciones desde el siglo XVIII y el XIX, fue cambiando de nombre y figura jurídica (junta local, asociación, sindicato o cooperativa, que es con el que sigue funcionando en la actualidad; lo que la convierte en la empresa más antigua de España). La amplitud territorial de su actividad incluía cañadas para los rebaños de ovejas trashumantes desde los valles pirenaicos hasta el Sistema Ibérico de Teruel. Como corporación privilegiada propia del Antiguo Régimen, es similar a la Mesta castellana, aunque la precede en el tiempo y sobrevivió a ésta. A diferencia de la corona de Castilla, en el reino de Aragón no se creó una institución común para todo el reino, sino en cada localidad, independientes entre sí y alejadas del control real.

## Historia
Tras la concesión a la ciudad de Zaragoza de los amplios privilegios de pasto por Alfonso I el Batallador tras la conquista del reino musulmán (1118), denominados privilegio de los Veinte y privilegio de la Pastura Universal (concedidos entre 1129 y 1235 a varias localidades aragonesas), fue necesaria la creación de instituciones que lo regulasen, aunque no es hasta el 18 de mayo de 1218 en que Jaime I el Conquistador nombra a Domingo de Montealteto Justicia de los Ganaderos de Zaragoza, con jurisdicción civil y criminal sobre tales asuntos (la civil desde 1391, según la confirmación de privilegios por el rey Juan I de Aragón). En 1229 aparecen los primeros textos que nombran a la cofradía, encabezada por el Justicia, que es elegido entre sus miembros (de 40 a 80 cofrades), además de otros cargos, como lugarteniente de Justicia, conselleros, ligalleros, vedaleros y escribano.
Será la cofradía zaragozana la más destacada del reino. Los juicios del Justicia eran sumarísimos, incluyendo la pena de muerte, y mantenía su propia horca en el camino de San Gregorio (barrio del Cascajo). Llegó a tener conflictos jurisdiccionales con el Justicia de Aragón, sin que esta institución pudiera intervenir en los asuntos privativos de la Casa de Ganaderos. También fueron frecuentes los conflictos con otras ciudades aragonesas, que suscitaron protestas en las Cortes de Monzón de 1626 y 1646.
Esta libertad tan amplia de la que disponía Zaragoza, pudo ser motivo por el cual en las Alteraciones de Aragón, en la que la ciudad de Zaragoza levantó armas contra el rey Felipe II, no encontraran mayor ayuda del resto del reino.
En el reinado de Felipe V se sometieron las competencias judiciales en lo criminal de la Casa a la Audiencia, y el Justicia pasará a ser ratificado en su nombramiento por ésta.
En 1828, Fernando VII, a cambio de un sustancioso pago, confirmó los privilegios de la Casa excepto los jurisdiccionales, y a partir de entonces comienza la adaptación de la institución al sistema económico contemporáneo.
El archivo de la Casa conserva fuentes documentales de gran importancia para la reconstrucción de un amplio periodo de la historia económica y social.
En la actualidad, celebrado su VIII centenario en 2018, se dedica a la comercialización de carne de cordero de 1ª calidad, proveniente de sus socios.

## Instituciones similares
Existe una Casa de Ganaderos de Tauste, de origen y funcionamiento similar, y otra en Ejea, con cofradía dedicada a Santo Domingo. Hubo otras hermandades en localidades de toda la región del Ebro, desde Logroño a Tortosa, incluyendo las Hermandades de las Bardenas de Navarra y Aragón desde 1204 y otras en Aragón desde 1220. Con el nombre de mestas, hubo instituciones similares en Tarazona y Albarracín; y con el de ligallo en Caspe, Teruel, Daroca, Calatayud y muchos otros pueblos y hasta aldeas. En el Pirineo había facerías, juntas y asambleas pastoriles de naturaleza diferente (como la Casa del Broto), y ya en el siglo XVIII, la Junta General de Ganaderos de las Montañas.